# SWLABR
"SWLABR" é uma música da banda de rock britânica Cream. Gravada em 1967, apareceu pela primeira vez no álbum Disraeli Gears (1967). Mais tarde, a música foi incluída como o lado B do single "Sunshine of Your Love" 

## Contexto
A canção foi uma colaboração entre o poeta Pete Brown e o baixista Jack Bruce, com Brown fornecendo as letras e Bruce a música. Bruce canta e toca baixo, com Eric Clapton nas guitarras e Ginger Baker na bateria. O título é um acrônimo para "She Walks Like a Bearded Rainbow". Bruce comentou mais tarde que o W representava "Was" em vez de "Walks". Este título alternativo também foi referenciado por Brown em uma entrevista de 2006.
Uma versão ao vivo de "SWLABR" foi lançada no álbum BBC Sessions e na Deluxe Edition de Disraeli Gears. Uma versão demo de quatro minutos também apareceu na Disraeli Gears Deluxe Edition. A versão de estúdio aparece em vários álbuns de compilação do Cream, incluindo Best of Cream, Heavy Cream, Strange Brew: The Very Best of Cream, Those Were The Days, e Gold.